# Albert-Pierre Barrière
Albert-Pierre Barrière né le 1er juillet 1920 à Coussac-Bonneval (Haute-Vienne) et mort le 20 février 1998 à Vichy est un producteur de cinéma, puis entrepreneur dans l'industrie de services informatiques.

## Biographie

### Famille

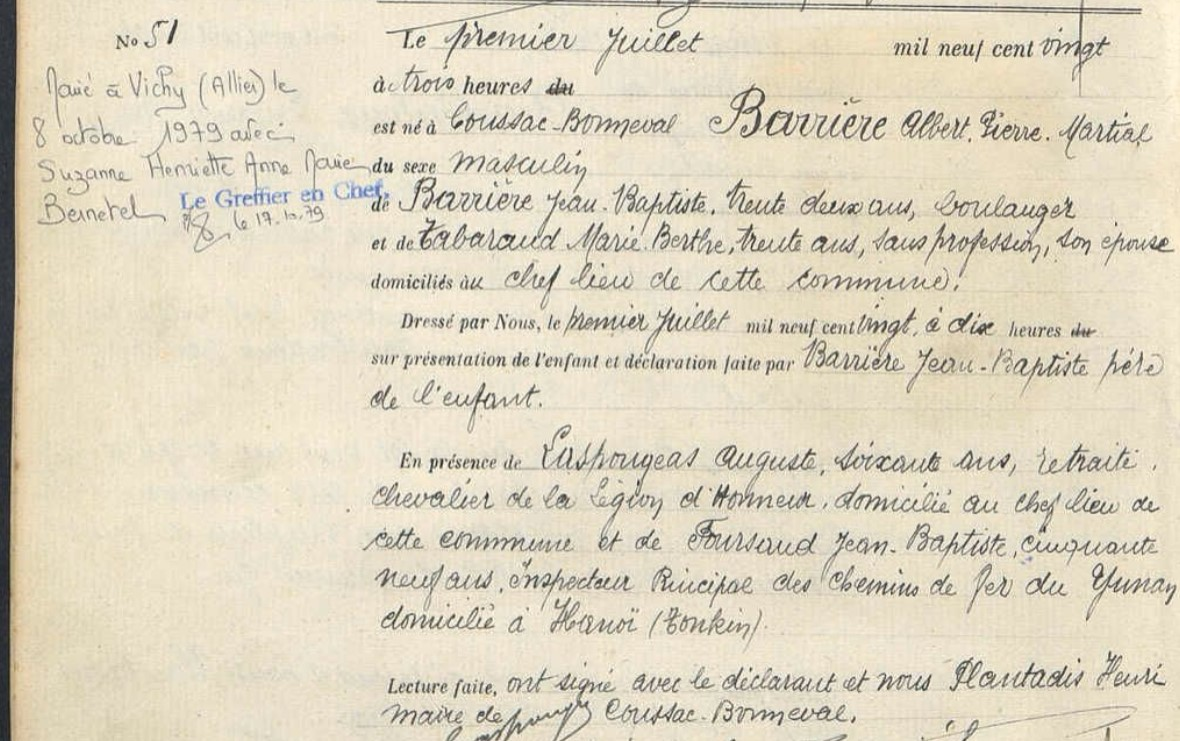
Acte de naissance d'Albert Pierre Barrière.

Albert Pierre Martial Barrière naît le 1er juillet 1920 à Coussac-Bonneval dans le département de la Haute-Vienne du mariage de Jean-Baptiste Barrière (1888-1949), boulanger, minotier, et de  Marie Berthe Tabaraud (1890-1976). Le 8 octobre 1979 à Vichy, il épouse Suzanne Henriette Anne Marie Bernetel.

### Carrière d'entrepreneur dans le cinéma
Producteur délégué dans le domaine cinématographie, il produit cinq films : les deux derniers du réalisateur Maurice Gleize puis trois films du scénariste et réalisateur Jean Laviron, :
- en 1950 : Et moi, j'te dis qu'elle t'a fait de l'œil de Maurice Gleize, réalisateur ;
- en 1951 : Le Passage de Vénus, dernier film de Maurice Gleize, réalisateur ;
- en 1953 : Au diable la vertu de Jean Laviron, scénariste et réalisateur ;
- en 1953 : Légère et court vêtue de Jean Laviron, scénariste et réalisateur ;
- en 1954 : Soirs de Paris de Jean Laviron, scénariste et réalisateur.

### Carrière d'entrepreneur dans l'industrie informatique
Il est ensuite entrepreneur en finançant des entreprises de services informatiques, en particulier la SSII « Info'Rop » dans les années 1980, société de conseil en systèmes et logiciels informatiques à Colombes puis sa filiale « Info'Rop Image » à Toulouse.

### Mort
Il meurt le 20 février 1998 à Vichy dans le département de l'Allier.

## Pour approfondir